# Bătălia de la Hanau
Bătălia de la Hanau, desfășurată pe data de 30 octombrie 1813, a opus o armată franceză, sub comanda Împăratului Napoleon, unei armate austro-bavareze, comandate de generalul bavarez Wrede, care a servise timp de mai mulți ani sub comanda Împăratului francez. Fiind sigur că poate distruge forțele franceze (care erau formate doar din Gardă și din resturile corpurilor 2, 5 și 11 și resturile cavaleriei corpurilor 2, 3, 4 și 5), generalul bavarez își dispune trupele în fața localității Hanau, având râul Kinzing în spate. Văzând dispunerea inamicului, Napoleon exclamă: „Sărmanul De Wrede, am putut să îl fac conte, dar nu am putut să îl fac general!”. Șarja cazacilor lui Czernicev este imediat respinsă de cuirasierii lui Nansouty și de Grenadierii Călare. Puternica contrașarjă franceză câștigă bătălia, trupele austro-ruse fiind silite să se retragă, abandonând drumul către Frankfurt, după ce au reușit totuși să lupte timp de 12 ore.